# (23664) 1997 EP25
1997 إي بي 25 (ويعرف أيضًا باسم (23664) 1997 إي بي 25 وفق تسمية الكوكب الصغير) (بالإنجليزية: 1997 EP25)‏ هو كويكب ضمن حزام الكويكبات؛ وترتيبه 23664 من حيث الاكتشاف.
اكتُشف هذا الجُرم الفلكي بواسطة تاكيشي أوراتا ‏ في 5 مارس 1997.

## وصلات خارجية
- (23664) 1997 EP25 في قاعدة بيانات مختبر الدفع النفاث لأجرام النظام الشمسي الصغيرة

- الاكتشاف · مخطط المدار ·  العناصر المدارية · المعلمات المادية

- (23664) 1997 EP25 على موقع ويكي سكاي: DSS2, SDSS, GALEX, IRAS, Hydrogen α, X-Ray, Astrophoto, Sky Map, Articles and images